# Samuel Wilks
Cet article concerne le mathématicien américain. Pour le médecin britannique, voir Samuel Wilks (médecin). Pour les autres articles homonymes, voir Wilks.
Samuel Stanley Wilks, né le 17 juin 1906 à Little Elm (Texas) et mort le 7 mars 1964 à Princeton (New Jersey), est un statisticien américain.

## Biographie
Après des études de mathématiques à l’université du Texas puis à l’université de l'Iowa, dont il obtient le doctorat en 1931, Wilks enseigne les mathématiques à l'université de Princeton.
Il a été le directeur de thèse de Frederick Mosteller.
Depuis 1964, la société américaine de statistique décerne le prix Samuel Wilks en son honneur.

## Publications
(en) Mathematical Statistics, 1962.